# Tiburos

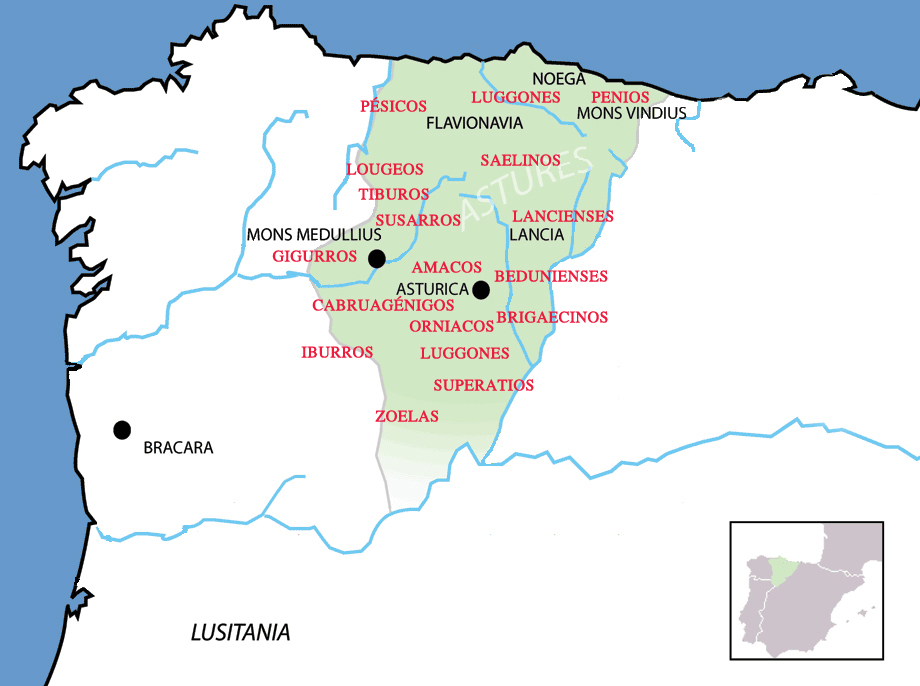
Pueblos astures en el Conventus Asturicensis, entre los que se encuentra los tiburos en occidente del convento.

Los tiburos, o tiburi en latín, eran una de las tribus de las que se agrupaban como astures augustanos o cismontanos. Su capital era Nemetobriga, correspodiéndose con la actual Puebla de Trives en Orense. Su área de influencia estaría delimitada por los ríos Bibei y el Navea.
Sobre su religión, se sabe que rendían culto a Nabia y a un Júpiter local bajo el epíteto de Ladico.
De esta tribu, han llegado las siguientes inscripciones, todas ellas encontradas en Puebla de Trives:
- «Iovi / Ladico». N.º de registro 7628;
- «Iovi O(ptimo) La/dico Iul/li(u)s Gr/acilis / ex vot». N.º de registro 8352;
- «Nabia(e) / Ancetolu(s) / Auri(ensis) exs(!) |(castello) / Sem(acorum?) / votum / possit». N.º de registro 8412;
- «Aelio Sporo / Iulius Flavinus / et Atilius Astur / h(eredes) exs t». N.º de registro  8415;
- «D M / Atiliae Annae / annorum XXI / Atilius Astur / pater». N.º de registro 8416;
- «Popillius Hi/rsutus Flavi Ve/ndieci F Lanci(cum) / |(castello) domo Va/coeci an XXXII / h s e». N.º de registro 16725;
- «D M S / Rufin/us Ru/fi an/nor/um / XXXX / h s s t l». N.º de registro 16729;
- «Valutio». N.º de registro 16736.

También se ha encontrado otra inscripción en Alberite (La Rioja) que nos habla de una tal Iulia Tiburia hija de Natraius:
- «Iulia Tibura / Iuli Natra(e)i F / an(norum) XIII h s e / Iulius Natraeus / sibi et filiae / f c». N.º de registro 12399.